# جورج إيفاشكو
جورج إيفاشكو (22 يوليو 1911 - 21 يونيو 1988) كان صحفيًا وناقدًا أدبيًا ومناضلًا شيوعيًا رومانيًا. منذ بداياته، بصفته عالمًا لغويًا وأمين مكتبة في جامعة ياش، انجذب إلى السياسة اليسارية المناهضة للفاشية، وحصل على تقديرات كمحرر صحيفة وصحفي للشؤون الخارجية. بصفته محررًا لدورية مانيفست، واجه الحرس الحديدي والفاشية العمومية بشكل واضح. في منتصف ثلاثينيات القرن العشرين، أصبح عضوًا في الحزب الشيوعي الروماني، رغم أنه أبقى على شكوكه الخاصة حول اعتناق الحزب للستالينية. رغم خضوع إيفاشكو لحماية الباحث الكبير، جورج كالينيسكو، تعرض للاضطهاد وبقي مختبئًا خلال العامين الأولين من الحرب العالمية الثانية. عاد للظهور كمراسل تحت اسم مستعار، ثم سكرتير تحرير، لمجلة فريميا، مبعدًا إياها ببطء عن الفاشية. في الفترة ذاتها، ساهم أيضًا في الصحافة اليسارية السرية، استعدادًا لانتصار الحلفاء.
بعد وقت قصير من الانقلاب الموالي للحلفاء في أغسطس عام 1944، تعين إيفاشكو في وزارة الإعلام، وتولى العمل في الدعاية التحريضية. استمرت مسيرته في البيروقراطية لفترة من الوقت في ظل النظام الشيوعي (الذي تأسس في بداية عام 1948)، لكن إيفاشكو وجد نفسه بعد فترة وجيزة معرضًا لاتهامات الخيانة والتهميش، وفي النهاية، خضع للتحقيق. بسبب قضية خطأ في الهوية، تمت محاكمته بتهمة الفاشية وجرائم الحرب، وقضى نحو خمس سنوات في السجن. أُطلق سراحه وأُعيد تأهيله من قبل نفس النظام، وكانت تنازلاته المزعومة مع كل من الفاشية والشيوعية محور الجدل منذ ذلك الحين. أُثبت أيضًا كونه مُبلغًا للشرطة السرية الرومانية، الأمر الذي لطالما أثار شكوك بعض زملائه السجناء.
في سنواته الأخيرة، استفاد إيفاشكو من التحرير، وبصفته محررًا لمجلات كونتيمبورانول ولوميا ورومانيا ليتيراتا، سمح للمواهب الانفصالية بالتعبير عن نفسها بثقة. يُنسب إليه الفضل في تطوير مهن النقاد الشباب مثل نيكولاي مانولسكو، بالإضافة إلى استرجاعه مؤلفين مقموعين مثل ستيفان أغسطين دويناس وأدريان مارينو. تأرجحت آراء إيفاشكو الشخصية بين الشيوعية القومية والماركسية الغربية. حصل على درجة الدكتوراه وأنهاها بأطروحة تغطي كامل الفترة الكلاسيكية للأدب الروماني، ما أثار الجدل حول تأييدها للدعاية الشيوعية القومية. في الفترة ذاتها، أثار تسامحه مع المعارضة غضب النظام، ودُفع إيفاشكو إلى قبول الرقابة الشيوعية بل وتعزيزها خلال العقدين الأخيرين من حياته.

## السيرة الذاتية

### النشأة
ولد إيفاشكو في سيرتيتي، في إقليم غالاتس، والتحق بمدرسة جورج روشكا كودرينو الثانوية في بارلاد. في مارس عام 1929، عندما كان طالبًا في السنة الأخيرة، نشر أول مساهمة أدبية له: قصيدة بعنوان «أحلام اليقظة»، في مجلة الطلاب في مدينة لوغوج، بريمافارا باناتولوي. في عام 1930، أصدر مجلة بالتعاون مع نيكولاي كاراندينو وسي. بانايتيسكو، سميت بيس («استرداد»). بعد الانتهاء من دراسته الثانوية، انتقل إيفاشكو إلى ياش، والتحق بالجامعة المحلية، وتخرج من كلية الآداب والفلسفة في عام 1933. كان أمين مكتبة في كلية ياش في عام 1932، ثم أصبح مساعدًا للتدريس هناك بعد التخرج وحتى عام 1936، ويُنسب الفضل في تعيينه إلى البروفيسور إيورغو إوردان -إذ حل محل جورج إيفانيسكو، الذي كان يدرس في الخارج. من عام 1935 حتى عام 1937، كان أيضًا سكرتيرًا لمعهد فقه اللغة الرومانية وإصداراته، والذي حوى مقالات إيفاشكو عن ألف لومبارد وأيون كريانغا.
تأثر إيفاشكو بالآراء اليسارية لأساتذته في ياش، وكان في عام 1934 مؤسس ورئيس تحرير مجلة مانيفست السياسية. نشر فيها أول مقال له كناقد أدبي: مراجعة لرواية إيونيل تيودوريانو، كراسيونول دي لا سيلفيستري (أيضًا في عام 1934). نمت مجموعة من المناضلين وهواة الأدب الشباب حول المجلة، من بينهم إميل كوندوراتشي وشتيفان باسيو. انتُقد دفاعها عن الحداثة الأدبية وأفكارها «الاشتراكية-الشيوعية» المزعومة في ذلك الوقت من قبل نيكولاي يورغا، صاحب المذهب التقليدي والناقد الثقافي. مع ذلك، أشار يورغا إلى أنه، على عكس كوندوراشي وغيره، كتب إيفاشكو «بحس منطقي».

### الحرب ضد السوفييت
اعترف المؤرخ فاسيل نيتيا، الذي كان أحد محرري دورية فريميا، أن إيفاشكو أبدى مهارات فائقة، وأظهر «حبًا كبيرًا» لوظيفته، وأكد أن المجلة «جوهرية ومتنوعة». باستخدام تواقيع بوال ستيفان ورادو كوستين ودان بيتريا، شمل عمله في الأصل ترجمة مقالات من الصحافة الأجنبية، ورسم خرائط بالحبر، بالإضافة إلى مقالاته الخاصة. أشارت هذه إلى مواضيع مثل التوحيد الإمبراطوري الإيطالي أو المشاركة الأسترالية أو تطور الحملة النرويجية، وكانت مليئة بمراجع مشفرة مناهضة للفاشية. استخدم جميع أنواع المصادر، بما في ذلك إذاعتي لندن الفرنسية وراديو موسكو. مع مرور الوقت، أصبح محررًا للصفحات الثقافية، إذ كتب مراجعات لأعمال أليكساندرو أ. فيليبيدي وميهاي موساندري ومدخلات معجمية جغرافية للمسيحية الإثيوبية. تحسنت مكانته الاجتماعية بشكل مفاجئ مع سقوط الحرس الحديدي في 21 يناير، ما جعل أنطونيسكو القائد الوحيد في السياسة الوطنية. أعيد إشراك إيفاشكو في التعليم، ودرّس في مدرسة جورج لازور الثانوية ومدرسة سبيرو حارت الثانوية.
بعد الهجوم على الاتحاد السوفيتي، الذي ختم تحالف أنطونيسكو مع ألمانيا النازية، تم تجنيد إيفاشكو في القوات البرية الرومانية، ولكن، عندما بلغ من العمر 30 عامًا، أُمر بمواصلة عمله في فريميا بدلًا من الخدمة الفعلية. وفقًا لإحدى الروايات، خلال هذه الفترة القصيرة في الجيش، كتب إيفاشكو دعاية مؤيدة للحرب في صحيفتي سولداتول وسانتينيلا العسكريتين. أصبح وجوده في الصحافة الرسمية أكثر إثارة للجدل بعد ذلك التاريخ. يعرفه المؤرخ لوسيان بويا تحت الاسم المستعار، فيكتور بانكو، المستخدم في المقالات التي تمدح أدولف هتلر وتصف جوزيف ستالين بأنه «أشنع الديكتاتوريين». بوجود مساهمين مثل إيون أنيستين وكوستين مورجيسكو، كانت فريميا عنصرًا أساسيًا في الدعاية المعادية للسوفييت طوال عام 1942، ما دفع بويا إلى استنتاج أن إيفاشكو كان يلعب «لعبة مزدوجة». عرف كاتب اليوميات، بريكلي مارتينيسكو، إيفاشكو تحت اسم فيكتور بانكو، ونسب إليه التقرير الصحفي المكون من صفحة واحدة بعنوان تاينيل كرملينولوي («أسرار الكرملين»). أشارت المقالة إلى أن ستالين كان جبانًا، وأعادت النظر في حياة ستالين المبكرة كونه سارق بنك.